# Rio Itoupava
Le rio Itoupava est une rivière brésilienne du sud de l'État de Santa Catarina.
Il naît sur le territoire de la municipalité de Jacinto Machado, dans la Serra Geral. Il s'écoule vers l'ouest, traverse les municipalités de Turvo, Ermo et Araranguá, avant de se jeter dans le rio Araranguá.
Ses principaux affluents sont les rivières Pinheirinho et Jundiá.